# 노란 방의 비밀
《노란 방의 비밀》(Le mystere de la chambre jaune)은 프랑스에서 제작된 브뤼노 포달리데 감독의 2003년 코미디, 범죄, 미스터리 영화이다. 드니 포달리데스 등이 주연으로 출연하였다. 가스통 르루의 동명 소설 《노란 방의 미스터리》에 기반을 둔다.

## 출연

### 주연
- 드니 포달리데스
- 장 노엘 브루테

### 조연
- 클로드 리치
- 스칼리 딜페이랫
- 사빈느 아젬마
- 마셀 론데일
- 올리비에 구르메
- 삐에르 아르디티
- 이사벨레 캔델리어
- 도미니크 파렌트
- 조지 아귈라
- 패트릭 리가데스
- 윌리엄 피코

## 기타
- 원작자: 가스통 르루